# Matilde Gaeta
Dora Matilde Gaeta de Iturbe fue una política argentina del Partido Peronista Femenino. Fue elegida a la Cámara de Diputados de la Nación Argentina en 1951, integrando el primer grupo de mujeres legisladoras en Argentina con la aplicación de la Ley 13.010 de sufragio femenino. Representó a la Capital Federal entre 1952 y 1955.

## Biografía
Residente en Buenos Aires, su familia era oriunda de General Pico. En 1949, fue designada delegada censista del Partido Peronista Femenino (PPF) en el Territorio Nacional de La Pampa. También integró la Comisión Nacional del PPF junto a Águeda Barro, María Rosa Calviño,
Amparo Pérez, Juanita Larrauri y Delia Parodi.
En las elecciones legislativas de 1951 fue candidata del Partido Peronista en la 13.° circunscripción de la Capital Federal, siendo una de las 26 mujeres elegidas a la Cámara de Diputados de la Nación Argentina. Otras tres mujeres, Delia Parodi, Ana Carmen Macri y Juana Alicia Espejo, también fueron elegidas en la Capital Federal. Asumió el 25 de abril de 1952.
Fue presidenta de la comisión de Asuntos Exteriores y Culto e integró la comisión para la construcción del Monumento a Eva Perón. En agosto de 1954 le tocó desempeñarse como presidenta de una sesión de la cámara. Completó su mandato en abril de 1955.